# Thierhaupten
Thierhaupten è un comune nel circondario d'Augusta nel distretto governativo di Svevia della Baviera in Germania. È situata sulla valle del fiume Lech al nord d'Augusta.
Thierhaupten è famoso per il suo ex-monastero benedettino e la chiesa di monastero cattolica di San Pietro e Paolo.

## Geografia

### Posizione geografica
Thierhaupten si trova sul Lechleite orientale quasi esattamente a metà tra Augusta e Donauwörth. Il paese inferiore si trova nel Lechtal, mentre il paese superiore si trova in cima a una collina. I quartieri di Ötz e Altenbach si trovano nella pianura del Lech, anche Königsbrunn si trova in parte sulla Lechleite, mentre Neukirchen, con le sue frazioni Weiden, Hölzlarn e Sparmannseck, si trova nella zona collinare. A ovest il territorio comunale confina con il Lech, che però non tocca il paese. Il Friedberger Ach attraversa Thierhaupten da sud a nord. Il Bitz proviene dalla valle di Weidental a sud-est e sfocia nel Friedberger Ach a Thierhaupten. Il Friedberger Ach si divide a sud di Thierhaupten nel Lüßgraben e nel Mühlgraben, che si uniscono nuovamente all'interno della città. Nel 2007 si è deciso di costruire un bacino di ritenzione delle piene e una diga sul Friedberger Ach nel territorio comunale meridionale per ridurre o prevenire il rischio di inondazioni future per la città. Anche il Lech è stato circondato da dighe in direzione di Thierhaupten dopo che l'alluvione di Pentecoste del 1999 quasi provocò una catastrofe.

### Geologia
La vetta più alta di Thierhaupten è il Kühberg (499,1 m sul livello del mare) nel distretto di Neukirchen. La città stessa di Thierhaupten è dominata dal Kreuzberg (478,7 m sul livello del mare), che forma la riserva naturale di Kreuzberg vicino a Thierhaupten. A sud di Thierhaupten si trovano anche il Wunschenberg (453,7 m sul livello del mare) a nord di Neukirchen e l'Eselsberg (483,7 m sul livello del mare).
In termini di spazio naturale, Thierhaupten appartiene all'altopiano Danubio-Iller-Lech, che a sua volta fa parte delle Prealpi, una delle principali riserve naturali della Germania. Il territorio comunale di Thierhaupten è suddiviso nelle sottounità naturali Lechtal e Aindlinger.
Lungo il corso del Lech i terreni sono costituiti da depositi di ghiaia post-glaciale che formano un'ampia valle fluviale. Questi terrazzi fluviali sono costituiti dai cosiddetti terrazzi bassi e dai terrazzi alti. I terrazzi bassi di Thierhaupten sono ricoperti da pianure alluvionali e dalle caratteristiche brughiere con prati calcarei e erbe da prato. A est il Lech è accompagnato da una fascia di foresta alluvionale (che, insieme all'Altnet, forma la riserva naturale Lechauern von Thierhaupten), altrimenti la pianura del Lech a Thierhaupten è in gran parte priva di foreste, intervallata da singole siepi e boschetti. Le lande del Lech protette sono la Thierhauptener Heide e l'Ötzer Heide. Le terrazze alte, la cui differenza di altezza rispetto alle terrazze inferiori può essere di 8-10 metri, sono ricoperte di löss e si fondono nella zona collinare della gradinata della terrazza Aindlinger.
Verso la zona collinare dei gradoni dell'Aindling, i paesi di Thierhaupten e Königsbrunn sono incorniciati da ampie aree boschive (da nord a sud: Brand, Neukirchner Holz, Wolfschlag, Thierhauptner Holz, Ziegelberg, Edenhauser Forst). Alle sue spalle si erge il Kühberg con Neukirchen, il cui lato est si apre nella valle del Paar minore, fiancheggiato da Weiden, Hölzlarn e Sparmannseck. Qui nelle zone collinari lo strato di löss è molto spesso, motivo per cui la zona è molto adatta all'agricoltura.

### Comuni vicini
In senso orario, a partire da nord, Thierhaupten confina con i seguenti comuni a est del Lech:
- Münster (distretto di Donau-Ries) e il distretto di Hemerten
- Baar (distretto di Aichach-Friedberg) con i comuni di Unterbaar, Oberbaar e Heimpersdorf
- Pöttmes (distretto di Aichach-Friedberg) con il distretto di Osterzhausen
- Aindling (distretto di Aichach-Friedberg ) con i comuni di Edenhausen, Eisingersdorf e Pichl
- Todtenweis (distretto di Aichach-Friedberg) con i comuni Bach e Sand

così come a ovest del Lech:
- Meitingen (distretto di Augusta) con i comuni di Meitingen, Waltershofen e Ostendorf
- Ellgau (distretto di Augusta)

### Struttura comunitaria
Il comune è composto da 2 distretti e ha 8 comuni:
- Il capoluogo e il distretto di Thierhaupten con le frazioni di Altenbach, Königsbrunn, Ötz e Weiden
- Il villaggio parrocchiale e distretto di Neukirchen con il villaggio di Hölzlarn e la zona desolata di Sparmannseck.

## Storia

### Fino al XIX secolo
Il nome indica un insediamento originariamente germanico che probabilmente era adornato con teste di animali (Tierhäupter/testa di animale → Thierhaupten). Nel 1776 fu rinvenuta una testa di animale in arenaria, che potrebbe servire come ulteriore prova.
Secondo una leggenda in questo luogo fu sepolto intorno al 750 d.C. il duca bavarese Tassilone III. Si dice che si fosse perso nella zona durante una battuta di caccia e, come ringraziamento, fece costruire un monastero nel luogo in cui ritrovò il suo seguito. Secondo la leggenda un cervo gli indicò la strada, e quindi lo stesso animale è ancora raffigurato al centro nello stemma di Thierhaupten.
La battaglia di Lechfeld ebbe luogo nel 955, con molti scontri individuali che si svolsero a est del Lech tra Thierhaupten e Mering. Una reliquia di questo periodo sono i resti dei bastioni sull'Eselsberg, che appartengono a un'intera catena di bastioni ungheresi.
Un ruolo importante nella zona ebbe il monastero benedettino, uno dei più antichi della Baviera. Nel Medioevo al monastero fu concessa una giurisdizione inferiore, che garantì al monastero la sovranità amministrativa di base. Il luogo ricevette anche i diritti di mercato, grazie ai quali si potevano tenere i mercati annuali del bestiame. Numerosi edifici secolari testimoniano questa lunga storia. Intorno al 1600 furono costruite la sede del tribunale (dal 1834 una canonica) e una scuola (oggi locanda). Allo stesso modo, nel 1599 venne costruita una nuova e più grande chiesa del villaggio di San Giorgio in sostituzione della chiesa romanica del villaggio di San Giorgio (menzionata già nel 1334), demolita nel 1819. L'edificio più antico è la Chiesa abbaziale dei Santi Pietro e Paolo, costruita nel 1170. Divenne chiesa parrocchiale nel 1812. Nel 1803 il monastero stesso divenne proprietà privata attraverso la secolarizzazione e lo stato bavarese si assicurò le foreste che un tempo appartenevano al monastero. L'ultimo abate, Edmund Schmid, acquistò la chiesa del monastero e la donò alla comunità. Nel 1983 la città-mercato poté acquistare i restanti edifici dell'ex monastero e da allora ristrutturò radicalmente la struttura dell'edificio.
Nel corso dei secoli Thierhaupten subì ripetuti danni a causa della guerra. Ad esempio durante le invasioni ungheresi del X secolo o durante la Guerra dei trent'anni. La comunità fu duramente colpita anche durante la Seconda Guerra Mondiale.

### Distretto di appartenenza
Il mercato di Thierhaupten apparteneva al distretto di Neuburg an der Donau e, nell'ambito della riforma del distretto del 1 luglio 1972, venne assegnato al distretto di Augusta-Ovest, che ricevette l'attuale nome "distretto di Augusta" il 1 maggio 1973.

### Incorporazioni
Nell'ambito della riforma regionale in Baviera, il 1 maggio 1978, i comuni di Baar (con Oberbaar, Unterbaar e Dürnberg), Heimpersdorf (con Lechlingszell, Oberperlmühle e Unterperlmühle) e Neukirchen (con Hölzlarn e Sparmannseck) nonché i distretti di Altenbach e Königsbrunn entrarono a far parte del comune di Münster incorporato nel territorio di Thierhaupten.

### Separazioni
Il 1º gennaio 1994 Baar ottenne l'indipendenza e divenne nuovamente indipendente. Dopo il voto dei cittadini, il 1 gennaio 1994 anche Heimpersdorf si trasferì nel nuovo comune di Baar.

### Sviluppo della popolazione
Tra il 1988 e il 2018 il paese è cresciuto di 157 residenti, pari al 4,1%, passando da 3.836 a 3.993. Occorre tenere conto dello scorporo di Baar nel 1994.

## Politica
Il consiglio locale è composto dal sindaco e da 16 consiglieri locali.
Dopo le elezioni in Baviera nel 2020, rispetto alle elezioni locali del 2014, i Cittadini Indipendenti (UB) hanno perso un seggio, che è andato ai Giovani Elettori Liberi (JFW), dopo essersi presentati per la prima volta.
Il sindaco del 2014 era Anton Brugger (CSU); è stato riconfermato il 15 marzo 2020 con il 67,1% dei voti.

### Sindaci precedenti (dal 1924)
- Ignaz Ludl (1924-1939)
- Josef Herb (1939-1945)
- Edmund Hölzl (1945-1949, eletto dal 1946, nominato dagli americani nel 1945)
- Xaver Brugger (1949–1969)
- Heinrich Schieder (1969–1978)
- Fritz Hölzl (1978–1996)
- Franz Neher (1996–2014)
- Anton Brugger (dal 2014)

### Blasone

"Sotto la parte superiore dello scudo con i diamanti bavaresi su fondo blu, il torso di un cervo dorato dalla lingua rossa."

## Cultura e attrazioni

### Musei
- Museo di storia locale e del costume tradizionale
- Museo del mulino del monastero con mulini, macina stracci, frantoio e modello di segheria.

### Strutture
- Monastero di Thierhaupten, ex monastero benedettino
- Chiesa monasteriale di San Pietro e Paolo di Thierhaupten
- Chiesa parrocchiale di San Vito a Neukirchen

### Eventi regolari
- Settimana del Festival di Thierhaupten, festival popolare annuale che culmina in uno spettacolo con carri adornati da fiori e trainati da cavalli; di solito dura da cinque a sei giorni intorno al 15 agosto; I club locali si alternano nell'organizzazione della settimana del festival.
- Fattoria artigianale con festa in giardino nel complesso monastico di Thierhaupten; L'organizzatore è l'associazione fruttivendola e di orticoltura locale.
- Il festival in giardino del club musicale si svolge solitamente una settimana prima di quello del club della frutta e dell'orticoltura.
- Festa della pesca dell'associazione dei pescatori nella stalla delle mucche del monastero, con numerose specialità regionali di pesce, di solito in una delle prime due settimane di novembre.

## Economia e infrastrutture

### Lavoro
Ci sono 1.092 posti di lavoro soggetti a contributi previdenziali nella comunità, di cui 673 nel settore manifatturiero (dato del 2017).

### Traffico
Attraverso Thierhaupten passa la statale St 2045 ("Meitinger Straße"), che conduce da ovest (Meitingen B-2, simile a un'autostrada) a Baar (Svevia) e Pöttmes e più avanti a est. Nel gennaio 2009, a causa dell'aumento del traffico, la precedente strada regionale A-25 è stata trasformata nella statale St 2381 (“Baarer Straße”, parte della “Herzog-Tassilo-Straße” e della “Augsburger Straße”). Questo porta dalla St 2047 (Rain am Lech) via Thierhaupten a sud (Affing-Mühlhausen), dove confluisce nella Statale 2035. Con il nuovo tracciato della Strada romantica tra Donauwörth e Augusta sull'antica sponda bavarese del Lech via Thierhaupten invece che, come prima, attraverso la B 2 sul versante svevo, anche Thierhaupten si trova su questa importante strada, che la città spera di fornire impulsi turistici.
Nel centro cittadino Thierhaupten soffre di un traffico intenso, dovuto soprattutto al fatto che dopo il ponte Thierhaupten-Meitinger Lech per circa 20 km a nord non vi è alcun ponte sul fiume Lech, per questo motivo tutto il traffico proveniente dal triangolo Meitingen - Rain - Pöttmes attraversa questo ponte per andare a sud o ad ovest. Lo stesso vale per il versante svevo in direzione opposta.
Dalla St 2381 (Augsburger Straße), la strada regionale A-26 conduce attraverso il distretto di Neukirchen fino al confine distrettuale con il distretto di Aichach-Friedberg prima di Osterzhausen, dove prosegue come AIC 31.

### Imprese affermate
La compagnia di autobus Egenberger Reisen ha sede a Thierhaupten.

### Formazione scolastica
- Accademia per la formazione continua degli artigiani
- Archivio edilizio bavarese
- Biblioteca comunale di Thierhaupten
- Scuola elementare e media di Thierhaupten
- Centro ricreativo per giovani Thierhaupten
- Scuola materna di Neukirchen
- Asilo San Pietro e Paolo Thierhaupten
- Scuola del villaggio e dello sviluppo rurale Thierhaupten